# نوكيا 7
نوكيا 7 (بالإنجليزية: Nokia 7)‏ هو هاتف ذكي يعمل بتقنية نوكيا يتميز بنطاق متوسط يعمل بنظام تشغيل أندرويد ، بواسطة إتش إم دي العالمية. تم إطلاقه في 19 تشرين الأول 2017 وتم إصداره في 24 تشرين الأول حصريًا في الصين.

## أقرأ أيضاً
نوكيا
نوكيا 7 بلس